# 知立信号所
知立信号所（ちりゅうしんごうじょ）は、かつて愛知県碧海郡知立町（現在の知立市山町）にあった、名古屋鉄道名古屋本線の信号場。名古屋本線と三河線を結ぶ知立連絡線（ちりゅうれんらくせん）が当信号所より分岐していた。知立分岐点（ちりゅうぶんきてん）と表記されることもあった。
本項では知立連絡線についても詳述する。

## 歴史
1915年（大正4年）に三河鉄道（三鉄）が知立駅（初代、後の三河線三河知立駅）を開業させたのち、1920年代になると愛知電気鉄道（愛電）も名古屋方面から知立へ進出する。当初、既設の三鉄知立駅に乗り入れる方向で協議していたが纏まらず、やむなく同社線を立体交差して新知立駅を設置することになった。こうして両社線は直接繋がることなく営業を始めたが、鉄道貨物輸送の増加によって両社線を連絡する必要が出てきたため、愛電は新知立駅東側から分岐する連絡線を敷設し、知立駅に改めて乗り入れることにした。連絡線は愛電の保有とし、知立駅は貨物運輸に限り三鉄・愛電の共同使用駅とする契約が両社間で締結され、1928年（昭和3年）
6月1日に開業した。その時に愛電線と連絡線との分岐点に設置されたのが当信号所である。設置当初は単に分岐点と称していた。

知立駅の変遷

貨物線として建設された知立連絡線に旅客列車の設定はなかったが、接続各線と同じ1,500 V電化路線であり、旅客列車を直通させる技術的な障壁は当初よりなかった。戦時統合を経て両社線がともに名鉄の路線となると、知立連絡線を介した旅客直通運転が考えられるようになり、定期列車としては1950年9月のダイヤ改正ではじめて実現した。ただし配線の関係から当信号所で列車をスイッチバックさせる必要があり、その入換運転に8 - 10分程度の時間を要していた。また信号所を挟んで知立駅に二度停車する形になっていた（本線高架ホーム、通称「A知立」と三河線地上ホーム、通称「B知立」の二箇所）。
この問題は1959年（昭和34年）に現在の知立駅（3代）が開業し、同駅に乗り入れる三河線の新経路（デルタ線）が形成されたことによって解消された。ただし知立駅（3代）には貨物駅としての機能が備えられなかったため、貨物列車は引き続き知立連絡線や重原駅 - 三河知立駅間の旧線を走行した（旧線廃止後は知立駅でのスイッチバックに変更）。またこの配線変更によって「知立駅 - 三河知立駅 - 知立信号所」という別経路が成立したため、名古屋本線の貨物列車はこの経路を用いて三河知立駅で増解結や時間調整を行うダイヤに変更された。
その後、名古屋本線の貨物輸送縮小によって知立連絡線を走る列車数も少なくなってゆく。最後まで残ったのは東岡崎駅・美合駅 - 知立信号所 - 三河知立駅 - 知立駅（スイッチバック） - 刈谷駅間の運用で、この列車も1982年（昭和57）中に運用終了となった。1984年（昭和59年）1月1日に名古屋本線・三河線の貨物営業が終了すると、使用見込みがなくなった知立連絡線は同年4月1日に廃線。分岐先がなくなった知立信号所も同日に廃止となった。
知立連絡線の遺構は比較的後年まで残り、三河知立駅寄りでは保線用側線として使用されていた。知立信号所寄りでも2010年代初頭までレールが残っていたが、知立駅付近連続立体交差事業の進捗によって撤去が進み、末期は唯一あった踏切上の複線分のレールのみ残る状態となっていた。

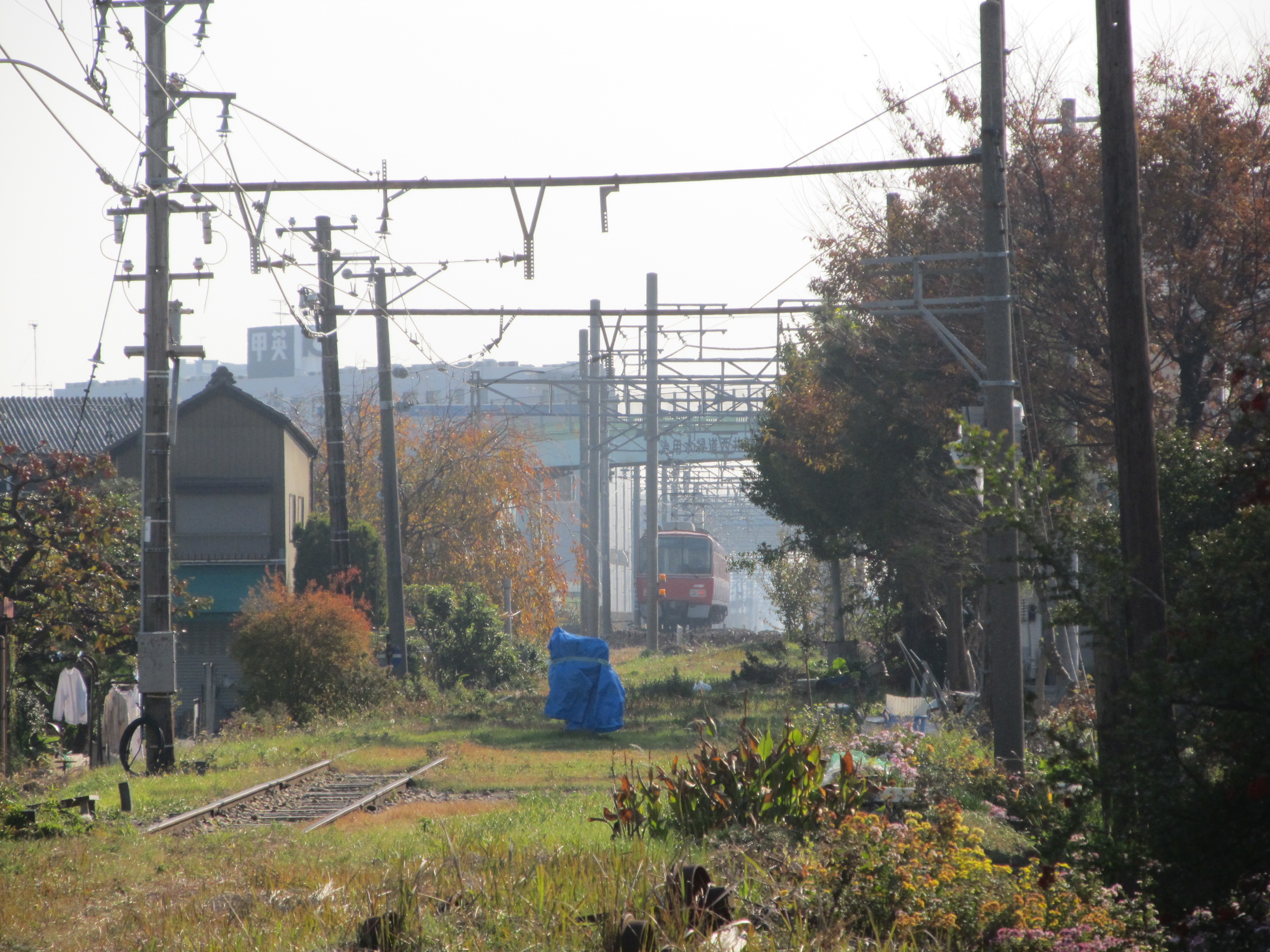
敷地売却前の知立連絡線跡 （2013年）
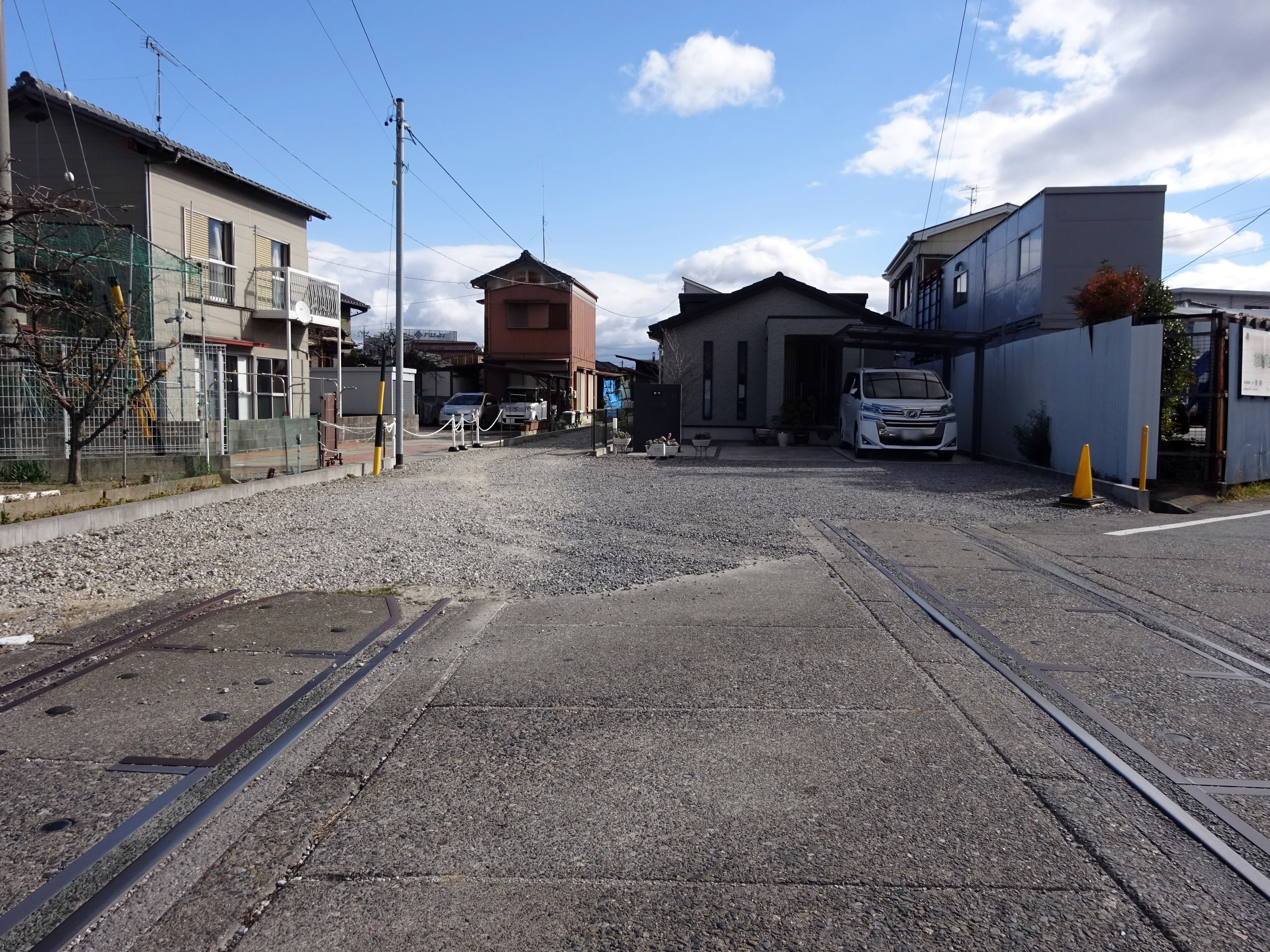
敷地売却後の知立連絡線跡 （2022年）

### 年表
- 1928年（昭和3年）6月1日：愛知電気鉄道が知立連絡線開通と同時に分岐点として信号所を設置[7]。
- 1935年（昭和10年）8月1日：名岐鉄道と愛知電気鉄道が合併し、名古屋鉄道発足。豊橋線の信号所となる[17]。
- 1937年（昭和12年）以降：分岐点を知立信号所に改称[18]。
- 1948年（昭和23年）5月16日：路線名整理により名古屋本線の所属となる[19]。
- 1950年（昭和25年）9月：知立連絡線を介して三河線と本線の直通運転が開始される[4]。
- 1959年（昭和34年）4月1日：現在の知立駅（3代）が開業。旅客列車は新線経由となり連絡線経由の旅客運用が廃止される[10]。
- 1982年（昭和57年）9月30日：東岡崎駅の貨物営業廃止により名古屋本線の貨物取扱駅が消滅[20]。知立連絡線の貨物運用がなくなる。
- 1984年（昭和59年）4月1日：知立連絡線および知立信号所廃止[2]。

## 配線図
|                           | ↑ 東岡崎・豊橋方面             |                             |
| ← 挙母・猿投・ 西中金方面 | 知立駅（2代）時代 構内配線略図 | → 刈谷・碧南・ 吉良吉田方面 |
|                           | ↓ 新名古屋・新岐阜方面         |                             |
| 凡例 出典:                |                                |                             |

## 隣の駅
名古屋鉄道
名古屋本線
牛田駅 - （知立信号所） - 知立駅
知立連絡線
三河知立駅 - （知立信号所）